# Assedio di Ljachavičy
L'assedio di Ljachavičy fu uno scontro combattuto tra esercito russo e polacco-lituano che ebbe luogo dal 23 marzo al 28 giugno 1660 durante la guerra russo-polacca del (1654–1667). Ljachavičy era una delle principali fortezze del granducato di Lituania in una regione disputata tra le due forze in campo (attuale Bielorussia). L'esercito russo, forte di 30 000 uomini al comando di Ivan Nikitič Chovanskij pose assedio al castello locale, difeso dagli uomini di Mikołaj Judycki. Dopo quattro assedi falliti, Chovanskij venne costretto a scontrarsi con l'esercito polacco degli atamani Stefan Czarniecki e Paweł Jan Sapieha nel frattempo intervenuti per salvare la città, e venne sconfitto nella battaglia di Palonka. Questo evento segnò la fine dell'assedio di Ljachavičy.
Ljachavičy fu l'unica fortezza del granducato di Lituania che riuscì ad evitare la cattura dei russi nel corso della guerra. Secondo la tradizione popolare, la fortezza venne protetta per intervento della Madonna come quella di Jasna Góra.